# Mams
Els mams són una ètnia ameríndia de cultura maia que viu a les zones muntanyenques de Guatemala i al sud-oest de Mèxic. El nom mami es deriva del quitxé mam que significa pare, avi o ancestre. En Guatemala igual que a Belize anomenen així a les deïtats de la muntanya que reguen els cultius.

## Població
La majoria dels mams (617.171) viu a Guatemala, als departaments de Huehuetenango, Quetzaltenango i San Marcos. Els mams de Mèxic (23.632) viuen principalment a Soconusco, Chiapas.

## Història
És molt poc el que se sap sobre l'organització política i extensió territorial dels senyorius mam, durant el postclàssic tardà, no obstant el protagonisme que van tenir en alguns esdeveniments de la conquesta espanyola, la importància actual d'aquest grup i la restauració que va ser objecte un dels seus centres més notables, conegut amb el nom quitxé (k'iche') de Zaculeu.

### Història prehispànica
Antigament, els mams ocupaven una gran part de l'altiplà guatemalenc i frontera serrana mexicana, i abans que, al segle xiv, es produís l'expansió territorial de la triple aliança quitxé, van arribar a controlar un extens territori que comprenia, a més dels actuals Departaments guatemalencs de Huehuetenango i Sant Marcos, gairebé la totalitat dels de Totonicapán i Quetzaltenango; així com els municipis mexicans de Mazatán, Mapastepec, Motozintla, Mazapa de Madero, Cacahotán, Unió Juárez i Tapachula.
Sembla que, segons indiquen les fonts etnogràfiques, no tots els mams van abandonar les seves terres quan aquestes van ser conquistades pels quitxés, i que molts plebeus es van quedar i van ser sotmesos al domini polític del poble conqueridor. La persistència a la regió de la tecnologia ceràmica tradicional dels mams és una prova de l'afirmat.
Amb la pèrdua de les zones corresponents als actuals Departaments de Totonicapán i Quetzaltenango el centre de poder mam es va traslladar al nord-oest. El senyoriu més poderós en aquesta última regió sembla haver estat el que va tenir com a capital el lloc que avui es coneix amb el nom de Zaculeu i que, en realitat, els mams anomenaven Xinabajul. Es tractava d'un dels centres que el senyoriu mam tenia al llarg de la fèrtil conca del riu Selegua. Zaculeu és molt conegut, el lloc va estar ocupat durant un període molt llarg, d'aproximadament 1.200 anys, des del Clàssic Primerenc fins al Postclàssic Tardà.
Altres llocs propers a Zaculeu encara no han estat suficientment explorats, com Cerro Pueblo Viejo, immediatament al sud; el del Cavaller, uns sis quilòmetres al sud-est, i el de Poble Vell o Piol, que es localitza prop de l'actual poble de Sant Sebastià, uns set quilòmetres al nord-oest. Pot, així mateix, citar-se el lloc de Xetenam, cap al nord-est, distant només 3 km de Zaculeu. Tots ells probablement van formar el centre del senyoriu, amb Zaculeu com a capital i els altres com a llocs dependents o de vigilància en les entrades. Més al sud, i a la frontera mateixa amb els quitxés, estava un altre important centre mam, conegut avui com a Pueblo Viejo Malacatancito, que tenia segurament funcions de defensa i control de la frontera i de les vies d'accés que, pel sud, conduïen a l'interior del senyoriu.

### Conquesta espanyola
El senyoriu mam va tenir profundes diferències des de la fi del segle XV amb els quitxés provocades pel seu expansionisme sobre la regió nord-oest de Momostenango, on ja havien conquistat Pachalum, Txicaché, i Paxcluín. Els mateixos quichés van confirmar aquest fet quan, a mitjan any 1525, un dels seus senyors, Tepepul, va informar malintencionadament als castellans que l'intent inicial de tancar-los i cremar-los a Gumarcaaj havia estat per consell de Kaybil Balam, senyor dels mams. Amb aquest informe el dirigent quiché pretenia guanyar l'amistat i benevolència dels castellans.
Amb base en totes aquelles informacions, Pedro de Alvarado va acordar emprendre la conquesta dels mam amb el propòsit d'afalagar als quitxés i apoderar-se de les riqueses de la regió mam. Pedro de Alvarado va organitzar un exèrcit format per 40 soldats de cavall, 80 infants i 2.000 indis auxiliars sota les ordres de Gonzalo de Alvarado, i se sap que aquest va escriure després una memòria d'aquelles accions de conquesta, però lamentablement aquest document es va perdre.
Els naturals de Malacatán (subjectes al senyoriu Mam de Zaculeu), van aixecar un exèrcit de 5,000 guerrers i van presentar batalla. Les accions es mantenien equiparades fins que en determinat moment Gonzalo de Alvarado va reconèixer a Can Ilocab, cap dels naturals, i el travessà amb la seva llança. Aquest acte va desconcertar als naturals i els va fer donar-se a la fugida. Després de la batalla, els espanyols van prendre Malacatán, on els seus principals es van presentar en actitud de pau, amb presents d'or i mostres d'hospitalitat. Després d'una dura campanya va aconseguir sotmetre tot el territori dels mam.
Malgrat la riquesa del territori, s'hi establiren pocs espanyols. En 1555 i 1687 s'informà que l'evangelització dels naturals era força superficial. Fins i tot el 1770 la gran majoria dels indígenes no tenien a penes nocions de castellà.

### Després de la Independència
Els ancestres dels mams que viuen actualment a la regió fronterera de Chiapas van emigrar a aquesta zona a la fi del segle xix, després que el govern liberal guatemalenc de Justo Rufino Barrios (1871-1885) expropiés les terres comunals de la població indígena.
Quan Mèxic i Guatemala van signar els Tractats de Límits de 1882, que oficialment van establir la seva divisió fronterera, la població mam quedo dividida per la nova frontera política. Des de llavors les polítiques d'Estat mexicà han canviat d'una violenta integració a la marginalització o corporativització a través de les organitzacions indígenes del partit oficial.
La consolidació d'una identitat nacional mexicana durant els governs postrevolucionaris va tenir conseqüències directes per a la vida dels pobles indígenes en general i, de manera molt especial per als habitants de la frontera sud mexicana.
La “Llei del Govern” a la qual fan referència els testimoniatges mamis, no és específicament una llei, sinó una sèrie de disposicions preses per l'administració del governador Victórico Grajales (1932-1936), amb la finalitat de civilitzar als indis chiapaneques. Encara que aquest projecte integracionista s'havia desenvolupat a escala nacional des dels anys vint, en Chiapas va prendre força especial a partir de 1933 i va adquirir característiques específiques a la regió fronterera. El 1938 Lázaro Cárdenas va fomentar el cooperativisme entre els mam i els convertí en "ejidarios".